# Pattinaggio di velocità in linea ai Giochi mondiali 2022 - 200 metri time trial femminile
La gara dei 200 metri time trial femminile di pattinaggio di velocità in linea ai Giochi mondiali 2022 si è svolta l'8 luglio 2025 a Birmingham.

## Risultati

### Qualificazione
| Pos | Atleta                        | Nazione       | Tempo  | Note |
| --- | ----------------------------- | ------------- | ------ | ---- |
| 1   | Geiny Pájaro                  | Colombia      | 18.926 | Q    |
| 2   | Asja Varani                   | Italia        | 18.930 | Q    |
| 3   | Chen Ying-chu                 | Taipei cinese | 19.188 | Q    |
| 4   | Mathilde Pédronno             | Francia       | 19.373 | Q    |
| 5   | María Moya                    | Cile          | 19.435 | Q    |
| 6   | Laethisia Schimek             | Germania      | 19.643 | Q    |
| 7   | Idalis de León                | Guatemala     | 19.651 | Q    |
| 8   | Nerea Langa                   | Spagna        | 19.678 | Q    |
| 9   | Carolina Huerta               | Messico       | 19.883 |      |
| 10  | Solymar Vivas                 | Venezuela     | 20.000 |      |
| 11  | Jazzmyn Foster                | Stati Uniti   | 20.229 |      |
| 12  | Varsha Sriramakrishna Puranik | India         | 20.472 |      |
| 13  | Micaela Siri                  | Argentina     | 20.515 |      |
| 14  | Karinne Tam                   | Hong Kong     | 20.813 |      |
| -   | Adriana Cantillo              | Cuba          | -      | DNS  |

### Finale
| Pos | Atleta            | Nazione       | Tempo  | Note |
| --- | ----------------- | ------------- | ------ | ---- |
| 1   | Geiny Pájaro      | Colombia      | 18.894 |      |
| 2   | Asja Varani       | Italia        | 19.020 |      |
| 3   | Chen Ying-chu     | Taipei cinese | 19.053 |      |
| 4   | María Moya        | Cile          | 19.309 |      |
| 5   | Mathilde Pédronno | Francia       | 19.351 |      |
| 6   | Nerea Langa       | Spagna        | 19.601 |      |
| 7   | Idalis de León    | Guatemala     | 19.661 |      |
| 8   | Laethisia Schimek | Germania      | 19.750 |      |